# نرخ حذف منبع تغذیه
در سامانه‌های الکترونیکی، نرخ حذف منبع تغذیه (به انگلیسی: power supply rejection ratio) (اختصاری PSRR)، همچنین نسبت حذف ولتاژ تغذیه (به انگلیسی: supply-voltage rejection ratio) (اختصاری kSVR; SVR)، اصطلاحی است که به‌طور گسترده برای توصیف توانایی یک مدار الکترونیکی برای سرکوب هرگونه تغییرات منبع تغذیه در سیگنال خروجی آن استفاده می‌شود.
در مشخصه تقویت‌کننده‌های عملیاتی، پی‌اس‌آرآر به عنوان نسبت تغییر ولتاژ تغذیه به ولتاژ خروجی معادل (تفاضلی) که تولید می‌کند، تعریف می‌شود، اغلب در دسی‌بل بیان می‌شود. یک آپ‌امپ ایدئال دارای پی‌اس‌آرآر بی‌نهایت خواهد بود، زیرا افزاره نباید با هر تغییری در ولتاژ منبع تغذیه تغییری در ولتاژ خروجی داشته باشد. ولتاژ خروجی به مدار بازخورد بستگی دارد، همان‌طور که در مورد ولتاژهای آفست ورودی ثابت نیز وجود دارد. اما آزمایش به دی‌سی (فرکانس صفر) محدود نمی‌شود. اغلب یک تقویت‌کننده عملیاتی پی‌اس‌آرآر خود را در فرکانس‌های مختلف نشان می‌دهد (در این صورت این نسبت یکی از دامنه‌های آرام‌اس امواج سینوسی موجود در منبع تغذیه در مقایسه با خروجی با در نظر گرفتن بهره است). نوسانات ناخواسته، از جمله نویز قایق‌موتوری، می‌تواند زمانی رخ دهد که یک طبقه تقویت‌کننده به سیگنال‌های تغذیه‌شده از طریق منبع تغذیه از طبقه تقویت‌کننده قدرت بعدی بسیار حساس باشد.
برخی از سازندگان پی‌اس‌آرآر را برحسب ولتاژ آفست که در ورودی‌های تقویت‌کننده ایجاد می‌کند، مشخص می‌کنند. دیگران آن را از نظر خروجی مشخص می‌کنند. هیچ استاندارد صنعتی برای این موضوع وجود ندارد. فرمول زیر فرض می‌کند که از نظر ورودی مشخص شده‌است:
{\displaystyle {\text{PSRR}}[{\text{dB}}]=10\log _{10}\left({\frac {\Delta {V_{\text{supply}}}^{2}{A_{v}}^{2}}{\Delta {V_{\text{out}}}^{2}}}\right){\text{dB}}}
که {\textstyle A_{v}} بهره ولتاژ است.
به عنوان مثال: یک تقویت کننده با پی‌اس‌آرآر ۱۰۰ دسی‌بل دسی بل در مدار برای ایجاد بهره حلقه بسته ۴۰ دسی بل باعث می‌شود که به ازای هر ۱ ولت تموج در منبع تغذیه، حدود ۱ میلی ولت ریپل منبع تغذیه روی خروجی قرار گیرد. این بخاطر این است که
{\displaystyle 100\ {\text{dB}}-40\ {\text{dB}}=60\ {\text{dB}}} .
و از آنجایی که ۶۰ دسی‌بل نرخ‌حذف است، علامت منفی است بنابراین:
{\displaystyle 1\ {\text{V}}\cdot 10^{\frac {-60}{20}}=0.001\ {\text{V}}=1\ {\text{mV}}}
توجه داشته باشید:
- پی‌اس‌آرآر لزوماً قطب‌های مشابه A(s) ندارد، بهره حلقه‌باز آپ‌امپ، اما معمولاً با افزایش فرکانس بدتر می‌شود (به عنوان مثال http://focus.ti.com/lit/ ds/symlink/opa2277.pdf).[۷]
- برای تقویت‌کننده‌های دارای منبع تغذیه مثبت و منفی (در رابطه با زمین، همان‌طور که اغلب آپ‌آمپ‌ها دارند)، پی‌اس‌آرآر برای هر ولتاژ منبع تغذیه ممکن است جداگانه مشخص شود (گاهی نوشته می‌شود: PSRR+ و PSRR−)، اما معمولاً پی‌اس‌آرآر با سیگنال‌های قطبیت مخالف اعمال شده به هر دو خط تغذیه به‌طور همزمان (در غیر این صورت نسبت حذف حالت‌مشترک (CMRR) بر اندازه‌گیری پی‌اس‌آرآر تأثیر می‌گذارد) آزمایش می‌شود.
- برای تثبیت‌کننده‌های ولتاژ، پی‌اس‌آرآر گاهی نقل قول می‌شود (به‌طور گیج‌کننده، برای اشاره به نسبت‌های تغییر ولتاژ خروجی)، اما اغلب این مفهوم به سایر اصطلاحات مربوط به تغییرات ولتاژ خروجی به ورودی منتقل می‌شود: حذف تموج (RR) برای فرکانس‌های پایین، پاسخ گذرا خط برای فرکانس‌های بالا و تثبیت‌سازی خط برای دی‌سی.